# Ivan Laučík
Ivan Laučík (Liptószentmiklós, 1944. július 4. – Liptószentmiklós, 2004. május 12.) szlovák költő, író és pedagógus. Az Osamelí bežci (Magányos futók) irodalmi csoport tagja.

## Élete

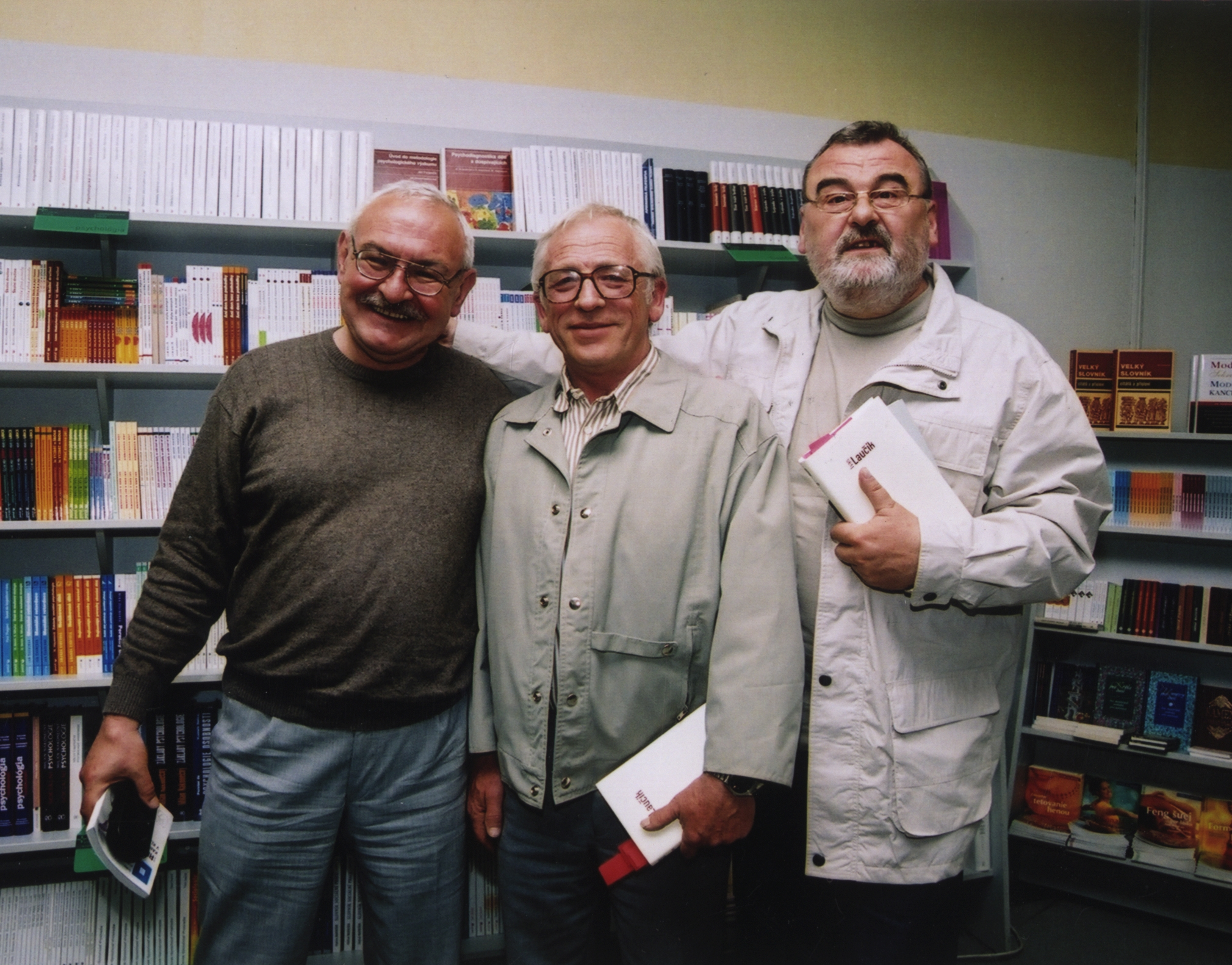
Az Osamelí bežci irodalmi csoport tagjai 2004-ben Pozsonyban

Munkáscsaládban született. Szülővárosában járt általános iskolába, és itt végzett 1962-ben az Építőipari Szakközépiskolában. A tanulmányait Turócszentmártonban folytatta, majd Besztercebányán szlovák nyelvet és történelmet tanult (1963–1967). Egy éven át dolgozott építésvezetőként Kassán és Kopřivnicében. Iskolavezetőként állt alkalmazásban Nagyborove faluban, majd a sorkatonai szolgálata letelte után tanárként dolgozott a liptószentmiklósi általános iskolában.
Politikai nézetei miatt problémái voltak művei kiadásával. 1981-től tanárként foglalkoztatták a liptóújvári erdészeti középiskolában. A bársonyos forradalom idején részt vett a polgári mozgalomban, 1990-ben pedig az erőszak elleni mozgalom parlamenti képviselőjévé vált. Emellett a kerületi iskolaigazgatás igazgatója volt, később visszatért a tanári szakmához, és a liptószentmiklósi gimnáziumban tanított. Ivan Štrpka és Peter Repka mellett tagja volt az Osamelí bežci (Magányos futók) irodalmi csoportnak. 2004. május 12-én halt meg Liptószentmiklóson.

## Munkássága
Első művei 1962-ben jelentek meg a Mladá tvorba magazinban, 1968-ban debütált a Pohyblivý v pohyblivom verseskötetével. Munkájában kifejezte az életében megtörténtek érzelmi, dinamikus élményét, hangsúlyozva az összes zajló esemény magányát és nyitottságát. Azt is vallja, hogy hite van a költői szónak. Gyakran visszatért a szülőföldjén előforduló motívumokhoz, a történelemhez, a földrajzhoz, és munkáiban nosztalgikusan gondolt a múltra.

## Művei

### Költészet
Önálló kötetek
- Pohyblivý v pohyblivom (1968) Mozgó mozgásban
- Sme príbuzní na začiatku (1970) Rokonok vagyunk az elején
- Na prahu počuteľnosti (1988) A hallhatóság küszöbén
- Vzdušnou čiarou (1991) Ahogy a varjú repül
- Tri básne (1994) Három vers
- V žiarivosti zá-zemia (1997) A háttér ragyogásában
- Havránok (1998)

Gyűjteményes kiadás
- Básne (2003) Versek

### Próza
- Stodeväťdesiat rokov lesníckeho školstva v Liptovskom Hrádku: 1796–1986 (1986)[5] Százkilencven éves erdőgazdálkodási képzés Liptószentmiklóson: 1796–1986
- Rozeta (1996)[6]
- Liptovský Mikuláš: Príbeh mesta (2000)[7] Liptószentmiklós: A város története
- Štefan Rysuľa (1900–1976): Výberová personálna bibliografia vydaná pri príležitosti 100. výročia narodenia (2000)[8] Štefan Rysuľa (1900–1976): Születésének 100. évfordulója (válogatott személyes bibliográfia)
- Svet Himalájí (2002)[9] A Himalája világa
- Pohybliví v pohyblivom (2007)[10] Mozgó mozgásban
- Pohybliví nehoria (2009)[11]
- Poker s kockami ľadu (2014)[12] Póker jégkockákkal
- Trblet v oku (2015) Csillogás a szemben

### Fordítások
- Odysseas Elytis: Dôstojné je... (2001)
- Odysseas Elytis: Pašie (2002)

## Fordítás
- Ez a szócikk részben vagy egészben  az   Ivan Laučík című szlovák Wikipédia-szócikk ezen változatának fordításán alapul.  Az eredeti cikk szerkesztőit annak laptörténete sorolja fel. Ez a jelzés csupán a megfogalmazás eredetét és a szerzői jogokat jelzi, nem szolgál a cikkben szereplő információk forrásmegjelöléseként.